# San-Antonio (sèrie)
San-Antonio és una sèrie de novel·les detectivesques composta per Frédéric Dard sota el pseudònim de San-Antonio, el nom del comissari protagonista de la sèrie. Compta amb 175 obres publicades des del 1949 fins al 2001.

## Singularitat
Des del començament, els San-Antonio es distingien de les altres novel·les detectivesques de Dard per la desinvolutra de l'heroi-narrador, per l'ús de l'argot i pel recurs de l'humor.
«He cursat els estudis -digué Frédéric Dard- amb un vocabulari de 300 mots. Tots els altres els he inventat.» L'aspecte fonamental de la sèrie és, en efecte, una llengua viva, truculenta, increïblement inventiva. Tot de neologismes, joc de paraules, catacresis, distorsions, vulgarismes, anglicismes i sens dubte, mots d'invenció pròpia, es calcula que entre els 11.534.212 mots escrits per l'escriptor, 10.000 en serien nous. Paradoxes, metàfores inesperades, una llengua formosa i rica plena d'argot quotidià, amb regionalismes, aforismes, sinècdoques, una sintaxi variada i un lèxic ric. Aquesta és una de les claus de l'èxit de la sèrie.
De seguida van començar a aparèixer personatges secundaris, ben definits, dels quals cal destacar en Pinaud i sobretot en Bérurier. Amb llur impulsió, aquestes nvoel·les detectivesques ben estructurades, evolucionen de mica en mica envers un segon grau més pronunciat, envers una paròdia fresca i lleugera que acaba per obrir-se en un país poblat d'un nombre incalculabe de personatges secundaris.
En una sèrie en què, al llarg de cinc dècades, la broma alegre i les exageracions hilarants acaben per agafar el relleu, la tendresa i la profunda humanitat de Frédéric Dard, però, hi mantenen llur presència.

## Adaptacions cinematogràfiques
Diverses pel·lícules han estat inspirades en algunes obres d'aquesta sèrie:
- Commissaire San-Antonio o Sale temps pour les mouches de Guy Lefranc, adaptada de Messieurs les hommes (n.16, 1955). Pel·lícula publicada el 1966.
- Béru et ces dames de Guy Lefranc, publicada el 1968
- San-Antonio ne pense qu'à ça de Joël Séria, publicada el 1981
- San-Antonio de Frédéric Auburtin, publicada el 2004